# آکیو سوگینو
آکیو سوگینو (انگلیسی: Akio Sugino؛ زادهٔ ۱۹ سپتامبر ۱۹۴۴) پویانما، طراح شخصیت، کارگردان پویانمایی اهل ژاپن است. وی از سال ۱۹۶۳ میلادی تاکنون مشغول فعالیت بوده‌است.